# Tschong-Kemin
Der Tschong-Kemin (kirgisisch Чоң Кемин дарыясы; russisch Чонг-Кемин, Чон-Кемин, „Großer Kemin“) ist ein rechter Nebenfluss des Tschüi im Norden von Kirgisistan.
Der Tschong-Kemin entspringt nördlich des Yssyk-Köl-Sees im Kungej-Alatau. Der Fluss wird von den Gletschern gespeist. In seinem Quellgebiet befindet sich auf einer Höhe von 3116 m der Bergsee Dschaschylköl, der auch als „Grüner See“ bezeichnet wird und durch Moränen auf zwei Seiten eingeschlossen wird. Der Tschong-Kemin durchfließt in westlicher Richtung ein enges Bergtal, das den Kungej-Alatau im Süden vom Transili-Alatau im Norden trennt. Etwa 40 km oberhalb der Mündung verbreitert sich das Tal. Auf den letzten 10 km bis zur Einmündung in den Tschüi durchfließt der Tschong-Kemin eine Schlucht.
Der Tschong-Kemin hat eine Länge von 116 km. Er entwässert ein Areal von 1890 km². Der mittlere Abfluss an der Mündung beträgt 21,7 m³/s.
Der 1997 gegründete Tschong-Kemin-Nationalpark befindet sich im Flusstal des Tschong-Kemin.
Auf dem Tschong-Kemin werden 25 km lange Rafting-Touren angeboten.